# Concepción Balmes
Concepción Balmes Barrios (Santiago de Chile, 21 de marzo de 1957) es una artista visual chilena que esta dedicada principalmente a la pintura. Hija de la artista y también pintora, Gracia Barrios y del pintor José Balmes una familia de artistas, comenzó sus estudios formales en la Escuela de Danza de la Universidad de Chile en 1972.
En 1974 viaja junto a sus padres a Europa, donde estudia en la Escuela Superior Nacional de Bellas Artes de París entre 1976 y 1981; en la Escuela Nacional Superior de Artes Decorativas de París entre 1977 y 1979 y en La Sorbonne, en París entre 1979 y 1981. 
Regresa a Chile en 1983

## Obra
En los últimos años se ha definido como una pintora que explora la cosmovisión del pueblo mapuche, enfatizando su conexión con el reconocimiento de las culturas ancestrales y la importancia que estas miradas tienen hacia el futuro. Ha trabajado acerca del mito de las serpientes Kai Kai y Tren Tren, que representan la pugna entre el agua y la tierra, y que simboliza la explicación cósmica acerca de los sismos, maremotos, inundaciones.
En otras series de sus obras, también cercanas a la naturaleza, ha buscado la expresividad de las flores, respecto a esto ha señalado: "Hacer un ramo es un gesto simple, cercano y, al mismo tiempo, muy antiguo. Es un sacrificio por la belleza. Un ritual en el que la vida y la muerte están presentes al mismo tiempo". Estas y otras ideas, además de su vínculo con las flores, marcaron sus pinturas de la serie Estudios para un ramo. Obra exhibida en la Galería Artespacio

Su obra cambia en el año 2016, donde comienza a mezclar pigmento y materiales sencillos como papel hecho a mano, trozos de telas encontradas, hojas de cuadernos de cocina y fragmentos de las plantas. Este cambio lo describe de la siguiente manera:
“Fui amalgamando de manera intuitiva todos esos elementos, que son trozos simbólicos de un mundo pequeño e íntimo. Lo hice como respuesta a la necesidad de mirarse un poco, mirar para atrás, y reconstruir la historia personal que flota dispersa en los recuerdos. Los seres humanos somos memoria. Y aquí, yo recompuse la mía a partir del zurcido, como cirujano. Por eso, usé el hilo”.
En una entrevista realizada por María Soledad Mansilla Clavel, afirma que su familia y su casa fueron una gran escuela, en ella había muchos libros, pinturas y se generaban importantes encuentros intelectuales. Respecto a esta influencia y su interés por la pintura. en esta misma entrevista señala lo siguiente “Me he preguntado varias veces sobre mi destino, cómo fue y en qué momento de mi vida tomé esta opción y créeme que no lo sé. Simplemente sucedió así, como te dije antes, la pintura me eligió, por eso sé que Dios existe”

### Exposiciones Individuales
- 1980 Galerie de l´Art et de la Paix, París, Francia.
- 1981 Centro de la Cultura Salvador Allende, Rotherdam, Holanda.
- 1982 Galería Berenger, Lyon, Francia.
- 1983 Imágenes de la Memoria, Instituto Chileno-Norteamericano, Santiago, Chile.
- 1988 Isla Negra, Galería Época, Santiago, Chile.
- 1989 Sur de Chile. Galería de Arte Caballo Verde, Concepción, Chile
- 1992 Juegos Florales, Galería Plástica Nueva, Santiago, Chile
- 1996 Renacer de las Cenizas, Galería Plástica Nueva, Santiago, Chile.
- 1997 Glaciares Sala Universitaria de Concepción, Concepción, Chile.
- 1998 Maison de Jeunes et de la Culture Colombes. Francia.
- 1999 Rapa Nui, Un Hilo Invisible, Isla de Pascua, Chile.
- 2002 Torsos, Pinacoteca Universidad de Concepción, Concepción, Chile.2001 Tres Dimensiones MAC de Valdivia, Chile.
- 2009 Concepción Balmes: De lo azul y lo profundo, Galería de Arte El caballo Verde, Concepción, Chile.
- 2011 Estudios para un Ramo, Galería Artespacio, Santiago, Chile.2010 La Sobremesa, Galería Trece, Santiago, Chile.
- 2014 Momentos de Silencio, Galería de arte de la Universidad Autónoma de Chile, Talca.
- 2017 Zurcido a mano, ArtEspacio, Santiago de Chile.

### Exposiciones colectivas
- 1981 Salón de la Joven Pintura, París, Francia.
- 1982 Tercer Concurso Nacional de Gráfica, Museo Nacional de Bellas Artes, Santiago, Chile.
- 1983 10 Años de Plástica en Chile desde Matta hasta el Presente, Instituto Cultural de Las Condes, Santiago, Chile.
- 1984 Artistas Mujeres, Chilenas, Instituto Chileno-Alemán de Cultura, Santiago, Chile.
- 1985 Artistas Jóvenes, Galería Casa Larga, Carmen Waugh, Santiago, Chile.
- 1986 10 Años de Galería Época, Santiago, Chile.
- 1987 El Empleo o su Carencia, PREALC, Galería Carmen Waugh, Santiago, Chile.
- 1988 Recordando a Enrique Lihn, Casa Larga, Santiago, Chile.
- 1989 Encuentro Artístico Chile x Chile, Cerro San Cristóbal, Santiago, Chile.
- 1990 Supermerc'Art, Barcelona, España.
- 1991 Cuerpos Pintados, Museo Nacional de Bellas Artes, Santiago, Chile.
- 1992 Juegos Florales, Galería Plástica Nueva, Santiago, Chile.
- 1993 Balmes, Barrios, Balmes, Sala Manuel Robles Gutiérrez, Renca, Santiago, Chile.
- 1994 Imágenes Donosianas: Pintura-Gráfica-Fotografía. Ciclo Homenaje en torno a la Figura y Obra de José Donoso, Galería Gabriela Mistral, Santiago, Chile.
- 1995 Eterna Helade, Museo de Arte Contemporáneo Pierides, Atenas, Grecia.
- 1996 Pintemos Juntos, Museo Nacional de Bellas Artes, Santiago, Chile.
- 1997 Mesas Pictóricas, Sillas Escultóricas, Artespacio, Santiago, Chile.
- 1998 Manu Ki'u-Ki'u, Isla de Pascua, Chile.
- 2000 Vestir en el Arte, Galería de Arte Palma-Valdés, Santiago, Chile.1998 Bienal de Arte y Diseño en 360 Grados, Calles de Viña del Mar, Chile.
- 2001 Exposición Colección Pinacoteca Universidad de Talca, Feria del Libro, Centro Cultural Estación Mapocho, Santiago, Chile.
- 2003 B.B.B. Gracia Barrios, José Balmes y Concepción Balmes, Galería de Arte El Caballo Verde, Concepción, Chile.
- 2004 Exposición Colectiva Galería de Arte El Caballo Verde, Galería de Arte Universidad Católica de Temuco, Chile.
- 2005 Pintores Chilenos Contemporáneos de la 2ª mitad del Siglo XX, Museo de América, Madrid. España.
- 2006 Cosas de Taller, Sala de Arte Campus Santiago de la Universidad de Talca, Santiago, Chile.
- 2007 Implications, Artistas Chilenos en Francia, Galerías Bièvre, Athena y Antichambre, París, Francia.
- 2008 Homenaje y Memoria, El Pueble tiene Arte con Allende Obras del Museo de la Solidaridad, Museo de la Solidaridad Salvador Allende, Santiago, Chile.
- 2010 Haiku El vuelo Mágico, Galería de Arte Blanc, Santiago, Chile.
- 2012 Balmes, Barrios, Balmes. Galería ArtEspacio, Santiago.
- 2017. “Lo real imaginario”. Galería de arte de la Universidad Autónoma de Chile, Talca.

### Obras en colecciones públicas
- Museo Nacional de Bellas Artes, Santiago, Chile. Sin Título, 1982, dibujo y técnica mixta, 103 x 75 cm
- Museo de Arte Moderno de Chiloé, Castro, Chile. Rocas y Mar, óleo sobre tela, 165 x 210 cm
- Museo de Artes Visuales, MAVI, Santiago, Chile. Nadadora, 1995, acrílico y óleo sobre tela, 130 x 135 cm
- Museo de la Solidaridad Salvador Allende, MSSA, Santiago, Chile. Camisa, técnica mixta, 49 x 29 cm
- Asociación Chilena de Seguridad, ACHS, Clínica del trabajadora, Osorno, X Región, Chile. Sin Título, 1994, óleo sobre tela, 240 x 380 cm
- Asociación Chilena de Seguridad, ACHS, Clínica del trabajadora, Punta Arenas, XII Región, Chile. Sin Título, 1990, óleo sobre madera, 411 x 200 cm
- Colección CCU, Santiago, Chile. Ultramar, técnica mixta sobre tela, 104 x 153 cm
- Pinacoteca de la Universidad de Talca. Chile. Pelluhue, 1999, técnica mixta sobre tela, 100 x 120 cm